# Der Ritter und die Magd

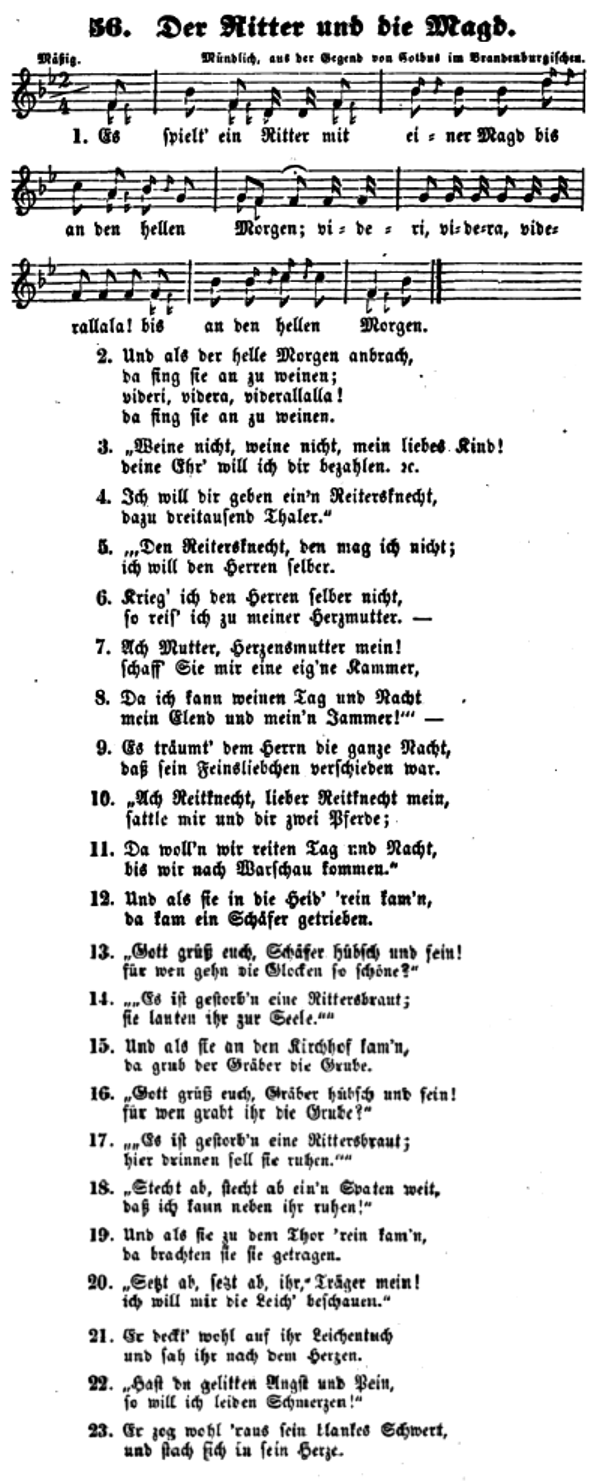
Text und Melodie des Liedes aus: Ludwig Erk: Die deutschen Volkslieder mit ihren Singweisen, 1843

Der Ritter und die Magd ist ein traditionelles deutsches Volkslied, von dem es mehrere Text- und Liedfassungen gibt.
Clemens Brentano und Achim von Arnim nahmen den Text in die Erstausgabe 1805/1808 ihrer Liedersammlung Des Knaben Wunderhorn auf. Ihre Quelle war ein vor 1790 gedrucktes Flugblatt.
1855 veröffentlichte Hoffmann von Fallersleben das „Antwerpener Liederbuch 1544 nach dem einzigen noch vorhandenen Exemplare“, das eine Fassung des Liedes in holländischer Sprache enthält. Er hatte das Buch während seiner Studienzeit in der Herzog August Bibliothek in Wolfenbüttel entdeckt.

## Handlung und Melodie
Ein reicher Ritter oder Graf schläft mit seiner Magd, die ungewollt schwanger wird. Sie treibt das Kind ab und stirbt. In manchen Textfassungen stirbt der Ritter aus Kummer wenig später ebenfalls und wird mit seiner Geliebten im selben Grab bestattet.

## Rezeption
Goethe bezeichnete das Lied als „Dunkel romantisch, gewaltsam“.
2012 komponierte David Philip Hefti eine „Wunderhorn-Musik. 7 Klangbilder für Violine und Ensemble.“ Der dritte Satz Nr. 3 trägt den Titel „Der Ritter und das Mädchen“.